# 郗会锁
郗会锁，1974年2月出生，中国河北省衡水深州市人。现任河北衡水中学党委书记。

## 人物经历

### 教育经历
1994年至1998年，河北师范大学历史教育系。

### 工作履历
1998年7月参加工作。2002年4月加入中国共产党。
2013年9月至2014年9月，郗会锁到新疆巴州支教，任新疆生产建设兵团农二师华山中学党委委员、副校长。
2016年7月至2018年4月挂职西藏阿里地区教体局党委委员、副局长。
2018年6月前后担任河北衡水中学党委书记、校长。
2022年7月至今，任衡水中学党委书记，校长一职由原副校长王建勇接任。

## 人物争议
在2018年3月，即离开西藏之前的1个月，他将儿子郗某某的户口以“援藏干部子女”的身份，落到了西藏阿里地区。
其子郗某某参加2021年西藏高考，取得理科605分，被举报异地高考，已被取消成绩。